# Tulipa harazensis
Tulipa harazensis är en liljeväxtart som beskrevs av Karl Heinz Rechinger. Tulipa harazensis ingår i släktet tulpaner, och familjen liljeväxter. Inga underarter finns listade.